# Ceremonia de apertura de los Juegos Olímpicos de Río de Janeiro 2016
La ceremonia de apertura de los Juegos Olímpicos de Río de Janeiro 2016 se realizó el viernes 5 de agosto en el Estadio Maracaná de Río de Janeiro. Tal como lo ordena la Carta Olímpica, la ceremonia combinó elementos protocolares obligatorios (los discursos de bienvenida, el izado de banderas, el desfile de los atletas y el encendido del pebetero olímpico) y un espectáculo artístico para presentar la cultura del país sede.

## Preparaciones
La ceremonia de apertura fue dirigida por los directores de cine brasileños Fernando Meirelles, Andrucha Waddington y Daniela Thomas. La coreógrafa Deborah Colker se encargó de preparar a los 6.000 voluntarios que participaron en el espectáculo artístico. Los ensayos comenzaron a finales de mayo de 2016.
Debido a una reducción en el presupuesto de los Juegos Olímpicos, la ceremonia tuvo un costo presupuestado diez veces menor que la de Londres 2012. En este sentido, Meirelles aseguró: «Sentiría vergüenza si gastásemos lo que gastó Londres en un país donde necesitamos sanidad. Estoy muy contento de no gastar el dinero como locos.».
Además, según el cineasta, debido al bajo presupuesto, no se pudieron utilizar equipos de alta tecnología, como escenarios móviles o drones. De tal forma que, según Leonardo Caetano, director de las ceremonias de Río 2016, «lo compensamos con creatividad, ritmo y emoción».

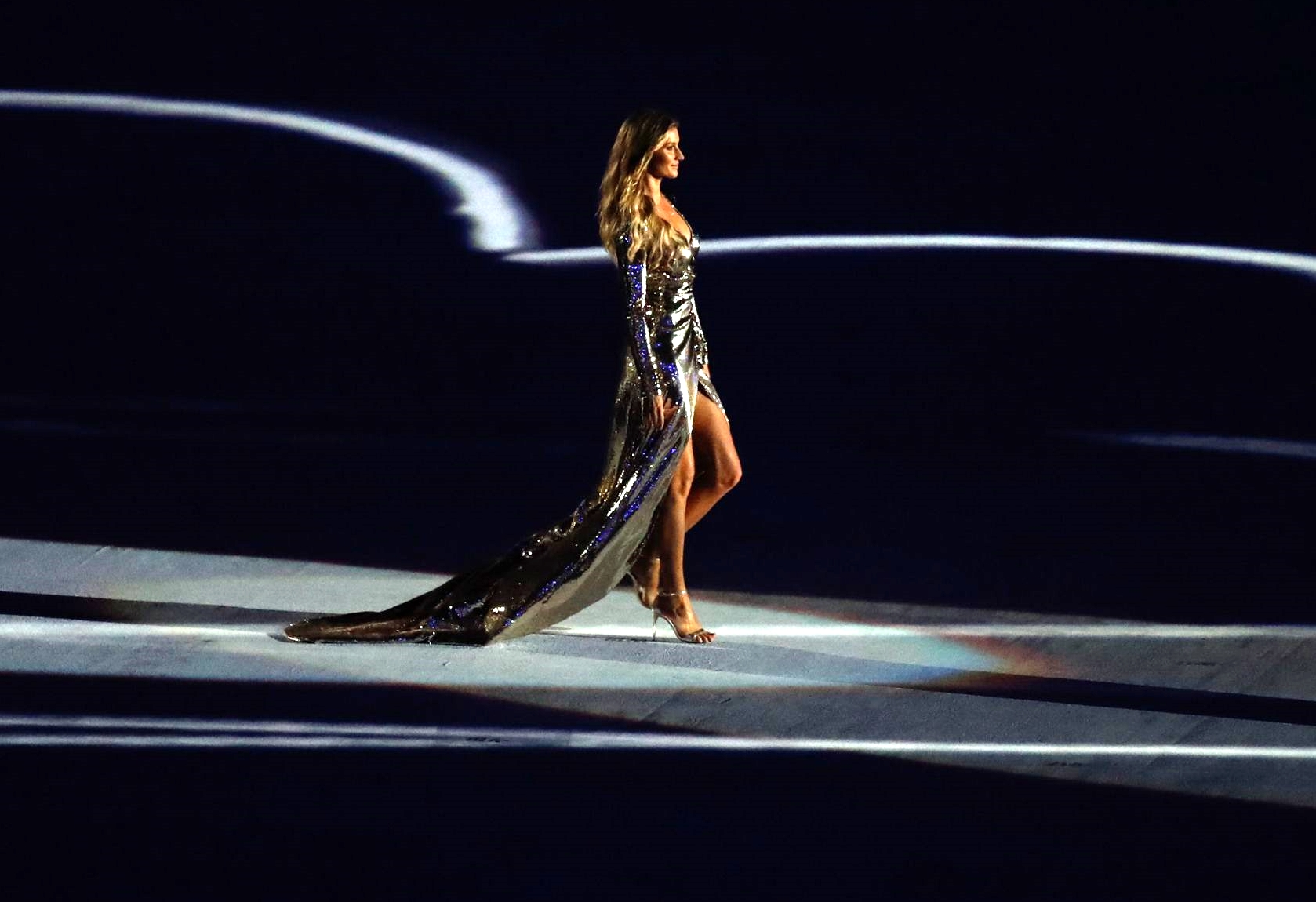
Gisele Bündchen durante la ceremonia.

## Ceremonia

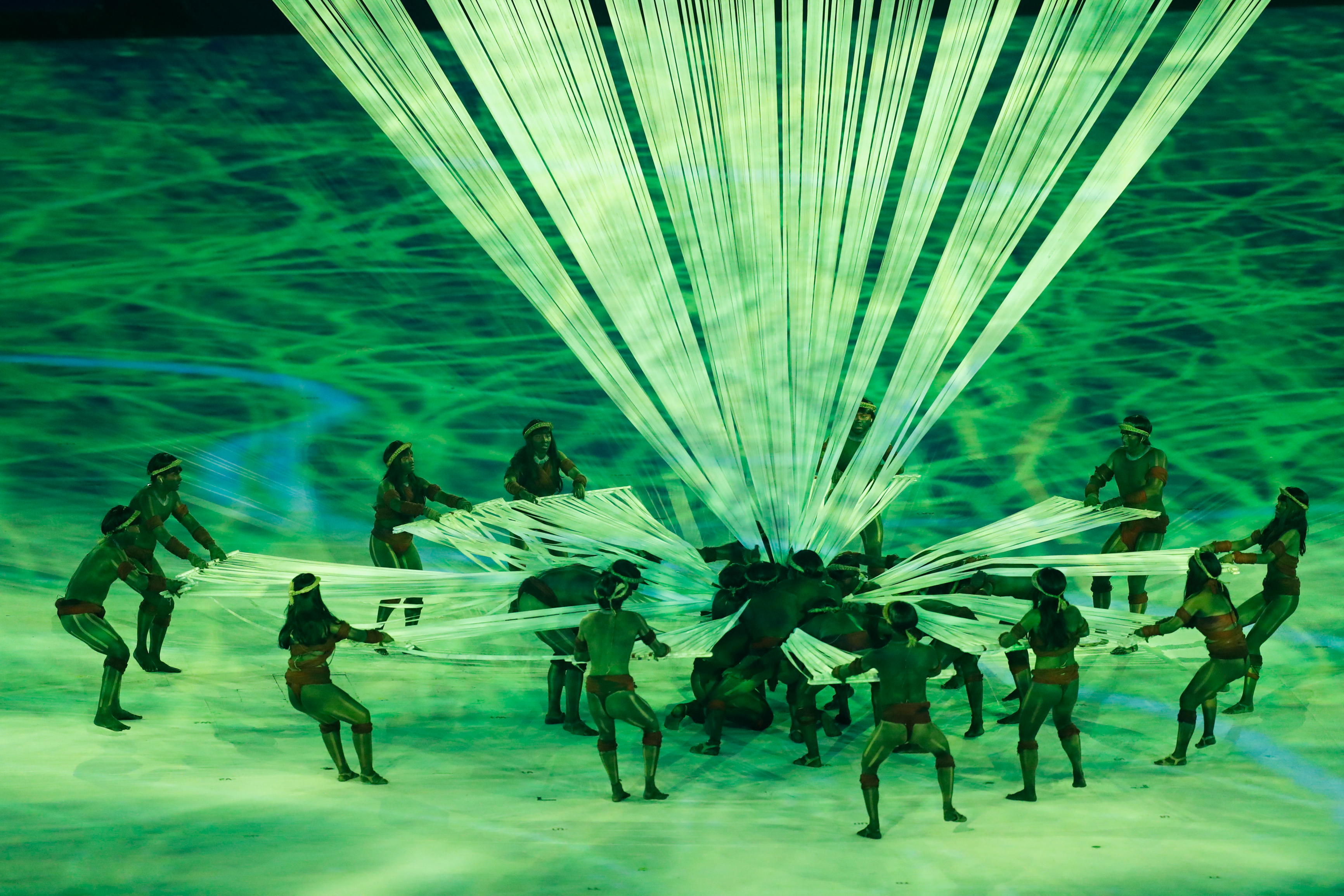
Formación de las poblaciones indígenas.

En septiembre de 2015, Meirelles aseguró que la ceremonia «será una síntesis de nuestra cultura popular»; «no será una ceremonia high-tech, será high-concept». Además indicó que se tratará de alejar de los estereotipos, pero no de todos; por ejemplo, se ha confirmado que el carnaval formará parte de la ceremonia.

### Prólogo
Exactamente a las 20:00 (8:00 p. m.) la ceremonia de apertura comenzó con imágenes aéreas de la ciudad de Río de Janeiro en un vídeo musical con la canción "Aquele Abraço", interpretado por Luiz Melodia. Después de la proyección de las primeras imágenes, se presentó el presidente del Comité Olímpico Internacional (COI), Thomas Bach. El cantante Paulinho da Viola cautivó al público con una interpretación del Himno Nacional de Brasil, en un escenario inspirado por la arquitectura de Oscar Niemeyer. El cantante estuvo acompañado por una orquesta de cuerdas. Se izó la bandera de Brasil y otras 60 banderas fueron llevadas por los atletas Virna, Robson Caetano, Maurren Maggi y Flávio Canto.

### Performances artísticas

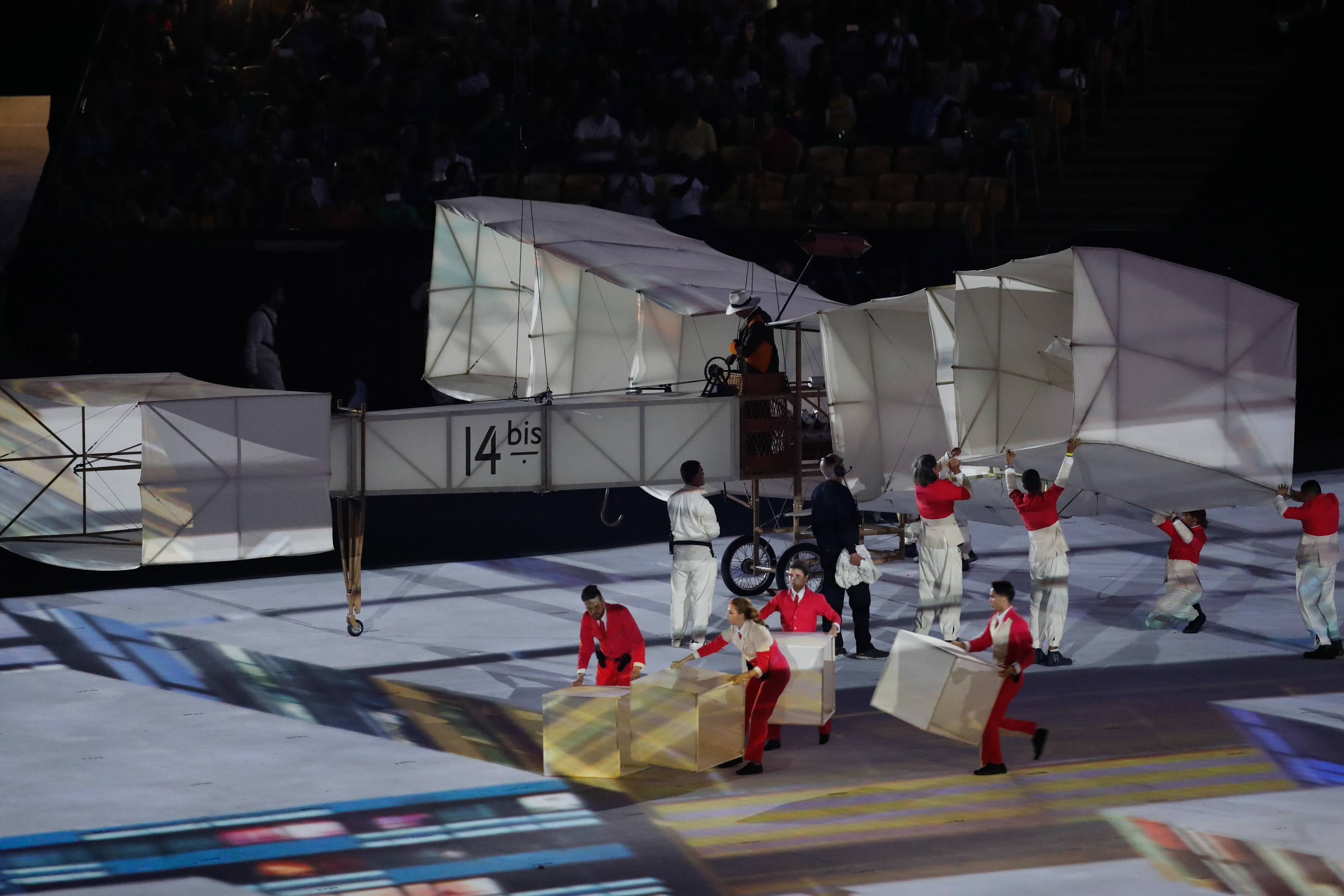
Réplica del 14-bis.

Hubo homenaje al espíritu de gambiarra, definido por los organizadores como "el talento para hacer algo grande a partir de casi nada". En esta parte de la apertura, la geométrica brasileña fue honrado como referencia a Athos Bulcão, geometría indígena, estampados africanos y azulejos portugueses. La paz y la sostenibilidad estuvieron presentes cuando se proyectó la transformación del símbolo de la paz en un árbol. Poco después llegó la representación del nacimiento de los inmensos bosques que cubrían Brasil durante la llegada de los portugueses. Desde el comienzo de la vida, el honor le corresponde a la formación de los pueblos indígenas, cuya entrada estaba representado por 72 bailarines de las dos principales asociaciones del Festival Folclórico de Parintins. La llegada de los colonizadores portugueses en carabelas, forzó la llegada de esclavos africanos. La llegada de la inmigración japonesa y árabe también fue representada.
Un grupo parkour cruzó el escenario y saltó sobre las proyecciones de los techos de edificios, representando la urbanización del Brasil contemporáneo. Al ritmo de la canción "Construção", los acróbatas escalaron las fachadas de los edificios y establecieron una pared, detrás del cual estaba el avión 14-bis con un actor interpretando al inventor brasileño Alberto Santos Dumont. Gisele Bündchen interpretó  A Garota de Ipanema mientras desfilaba por el estadio, mientras que Daniel Jobim, nieto de Tom Jobim, tocaba la canción. El paseo de Gisele estaba inspirado en los trabajos de Oscar Niemeyer, como la iglesia de Pampulha y la Catedral de Brasilia.

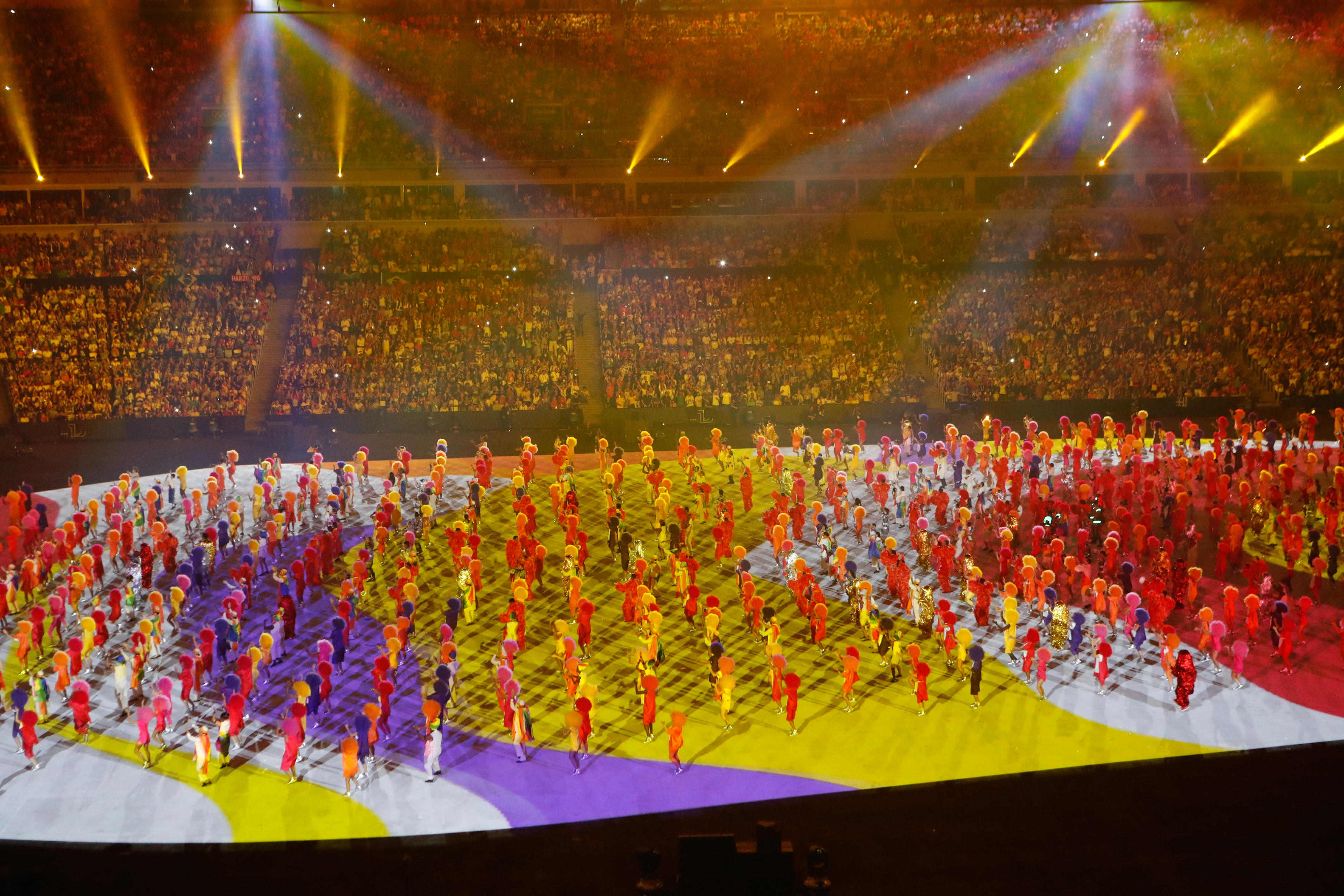
Tributo a la samba.

Después de Ipanema, las favelas fueron representadas con el sonido de la samba y el funk, con las cantantes Elza Soares interpretando Canto de Ossanha y Ludmilla, que interpretó Rap da Felicidade. El rapero Marcelo D2 y el cantante Zeca Pagodinho simularon un duelo de ritmos. Eventos culturales como el maracatu y el Bumba-meu-boi fueron representados en la ceremonia. Jorge Ben Jor y Regina Casé interpretaron la canción País Tropical.

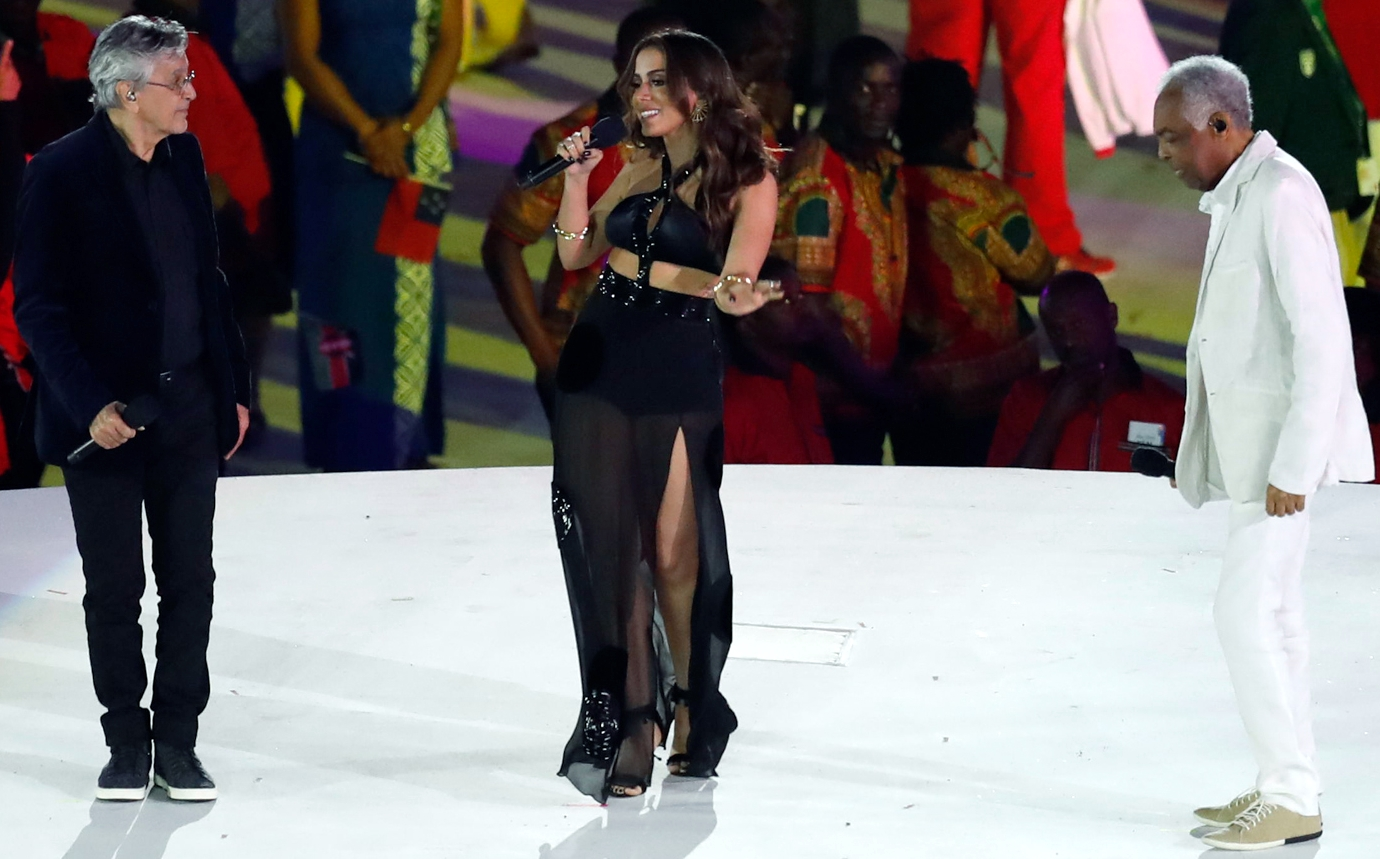
Caetano Veloso, Anitta y Gilberto Gil cantando Isto aquí, o que é?.

Delegaciones de los 207 países marcharon en el estadio durante el desfile de los abanderados. La multitud dio grandes aplausos para otros países de América Latina, así también a España, los Estados Unidos, Canadá, Portugal y Rusia. Sin embargo la mayor ovación se la llevó el Equipo Olímpico de Atletas Refugiados, junto a la delegación de Brasil.
Después del desfile de las delegaciones, hubo un gran desfile de las 12 escuelas de samba de Río de Janeiro, y los cantantes Anitta, Caetano Veloso y Gilberto Gil interpretaron la canción Isto aquí, o que é?, de Ary Barroso.
Lea T participó de la ceremonia, convirtiéndose en la primera mujer transgénero en tomar parte de una ceremonia olímpica.

### Discurso sobre el cambio climático
Un breve discurso sobre el cambio climático - uno de los temas de la edición de este año - fue leído durante la ceremonia. El discurso decíaː 

"La promoción de la paz mundial es la base del espíritu olímpico. Hoy en día existe una necesidad urgente de promover también la paz con el planeta"

Un segmento mostró el derretimiento de los polos y el aumento del nivel del mar, simulando como quedarían completamente inundadas las ciudades de Ámsterdam, Dubái, Lagos, Shanghái, Florida y la propia Río de Janeiro.[cita requerida]

### Fin del recorrido de la antorcha

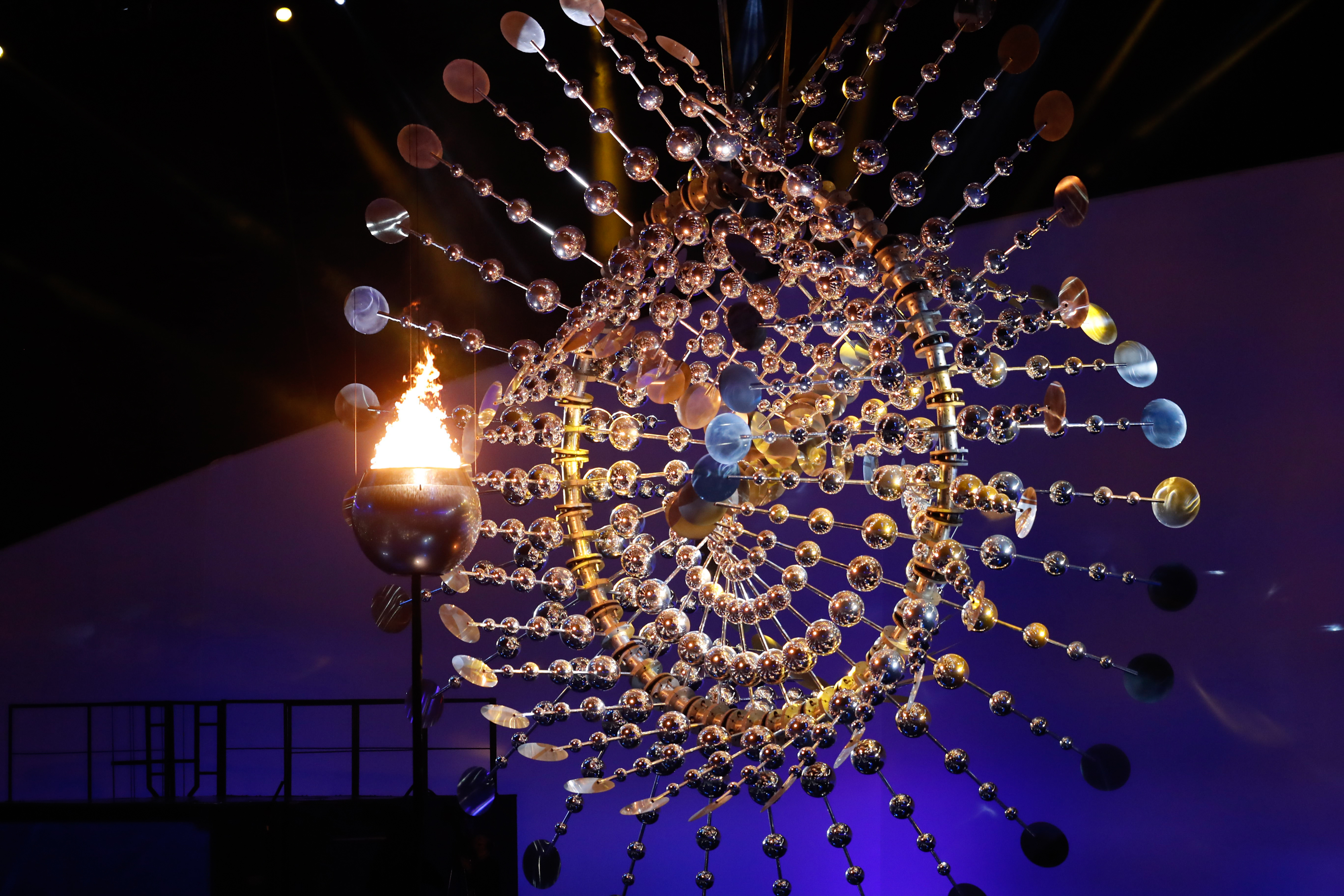
Pebetero olímpico

Gustavo Kuerten llevó la antorcha olímpica al estadio, cediéndola a Hortência Marcari, que luego pasó a las manos de Vanderlei Cordeiro de Lima, quien finalmente encendió el pebetero olímpico.

## Funcionarios e invitados
Las primeras estimaciones indicaban que al menos 100 funcionarios de estado asistirían a la ceremonia. Sin embargo, algunos líderes extranjeros han sido lentos para comprometerse con su asistencia debido a la crisis política de Brasil y otras cuestiones que afectan a los juegos. Finalmente, 28 funcionarios de estado asistieron a la ceremonia:
- Mauricio Macri (Jefe de Estado de la Nación Argentina) y Juliana Awada (primera dama de la Nación Argentina)[17]
- Felipe de Bélgica (Su majestad El Rey)[18]
- David Johnston (Gobernador General)[19]
- Liu Yandong (Vicepremier de la República Popular China)[20]
- Juan Manuel Santos (presidente)[17]
- Miloš Zeman (presidente)[21]
- François Hollande (presidente)[16]
- János Áder (presidente)[22]
- Federico X de Dinamarca y María de Dinamarca (entonces príncipes herederos)[23]
- Giorgi Margvelashvili (presidente)[24]
- Dalia Grybauskaitė (presidente)[25]
- Mark Rutte (primer ministro)[26]
- Edith Schippers (ministro)[26]
- Guillermo Alejandro de los Países Bajos (rey)[26]
- Matteo Renzi (primer ministro)[17]
- Hashim Thaçi (presidente)
- Alberto II de Mónaco[27]
- Horacio Cartes (presidente)[17]
- Marcelo Rebelo de Sousa (presidente)
- Tamim bin Hamad Al Thani (emir)
- Tomislav Nikolić (presidente)[28]
- Andrej Kiska (presidente)
- Johann Schneider-Ammann (presidente)
- Ban Ki-moon (Secretario general)[16]
- Ana del Reino Unido (representando a Isabel II del Reino Unido)
- John Kerry (Secretario de estado)